# الحذاء الأحمر (فلم 1948)
الحذاء الأحمر فيلم بريطاني يعتبر أحد أهم كلاسيكيات القرن الماضي، صدر سنة 1948 من إخراج مايكل بويل وايمريك بريسبيرغر. السيناريو مقتبس من رواية تحمل الاسم ذاته للكاتب الدينماركي هانس كريستيان اندرسن. الفيلم من بطولة ميورا شاريار التي تقوم بدور فتاة جميلة تحترف رقص البالية وتثبت جدارتها ليقطع الحب عليها مسيرة النجاحات المتتالية وانطون والبروك الذي يقوم بدور مدير فرقة باليه قاس وصعب المراس، ماريوس غورينغ الفتى الموهوب الذي يحصل على فرصة العمر ليؤلف ألحان مسرحية الحذاء الأحمر ويبهر الجميع.
حصد الفيلم عدة جوائز أهمها: اوسكار أفضل إخراج فني وأفضل موسيقى.
وترشح لعدة جوائز أهمها: أفضل صورة وأفضل سيناريو وأفضل تحرير سينمائي.
و أعتبره بعض من أهم صناع السينما مثل مارتن سكورسيزي وبراين دي بالما من أفلامهم المفضلة على الإطلاق.

## حكاية الفيلم
تدور الحكاية حول فتاة شابه من الطبقة الأرستقراطية تدعى «فيكتوريا بيج» راقصة باليه غير معروفة وتجد فرصتها بعد ان استطاعت خالتها ان تدخلها ضمن المُشاهِدين في حفلة باليه تجريبية، بعد انتهاء الحفلة استطاعت ان تلتقي بمدير الفرقة وهو مدير قاسٍ ومستبد يدعى «بوريس ليرمنتوف» ليسألها أثناء دردشتهما:
- ليرمنتوف: لمَ تحبين الرقص؟
- فيكي: ولمَ تريد العيش؟
- ليرمنتوف: في الحقيقة، لا ادري لماذا بالضبط، لكن… لا بد ان اعيش.
- فيكي: هذا هو جوابي أيضا.
وافق ليرمنتوف ان يرافقها ويأخذها كتلميذة في فرقته الموسيقية العملاقة. قام رئيس الملحنين الذي يدعى جيرشا لجوبوف بأشراف عليها.
رقصت فيكتوريا بيج في الحفلة التجريبية لأداء تمثيلية بحيرة البجع، امام جمهور من الفرقة بما فيهم ليرمنتوف. اعجب ليرمنتوف باداء فيكي، لم يكن متوقع انها ستؤدي تمثيلية بحيرة البجع بشكل ممتاز بما انها أول مرة ترقص باليه لهذه التمثيلية.
أصبحت فرقة ليرمنتوف مشهورة بفضل جهود فيكي بايج بعد ان قدمت هي وفرقتها العديد من الاستعرضات الرائعة في الدول الاوربية.
و خلال الغرق في التدريبات والمسرحيات تقع فيكي في الحب مع المؤلف الموسيقي «جوليان» ، هذا الأمر أصبح يهدد في نظر ليرمنتوف مسيرة «فيكي» كراقصة ويقرر إلغاء عقد العمل لجوليان لأن ليرمونتف مسيطر على الفريق ككل يلغي عقد من يشاء ويقبل من يشاء. ففي رأي ليرمنتوف أنه (لا يمكنك الجمع بين الشيئين، فالراقصة التي تعتمد على الراحة المشبوهة في الحب الإنساني لا يمكنها مطلقاً أن تكون راقصة كبيرة). ليصدم باختار فيكي الحب على الرقص.
لا يعيش الراحة بدونهما فهو يدرك مثلما يدرك فريق العمل ككل أنه خسر عنصرين هامين من عناصر نجاحه، وبعد أن حاول من جديد لكسب «فيكتوريا» وألانها لتعود، اصطدم من جديد بـ«جوليان» يظهر ليعيقه مرة أخرى، وهنا وضع ليرمنتوف نجمته «فيكتوريا» من جديد أمام خيار العمل أو القلب، فاختارت ما كان من رواية «هانس أندرسن» لتطلب من ملاكها «جوليان» أن ينزع الحذاء الأحمر من قدميها. في حين يعلن «ليرمونتوف» بخيبة أن الباليه سيُقدّم.. لكن ليس كما يشتهي، لا هو ولا الجمهور.

## الشخصيات الرئيسية
- ميورا شاريار بدور فيكتوريا بيج
- انطون والبروك بدور بوريس ليرمنتوف
- ماريوس غورينغ بدور جوليان كراستر
- روبرت هلبمن بدور إيفان
- إلبرت باسيرمن بدور راتوف
- لودميلا تشيرينا بدور بورونسكايا
- ايسموند نايت بدور ليفي

## وصلات خارجية
- مقالات تستعمل روابط فنية بلا صلة مع ويكي بيانات